# Плавучий остров (роман)
«Плавучий остров» (фр. L'Île à hélice) — фантастический роман Жюля Верна, написанный им в 1895 году. Иллюстрации Леона Бенета.
Роман повествует о музыкальном квартете (четыре друга Себастьен Цорн, Ивернес, Фрасколен и Пэншина), из-за хитро проведённого обмана оказавшемся на огромном плавучем острове-корабле, который стал домом для американских миллионеров и постоянно плавает по Тихому океану. Острову Стандарт-Айленд постоянно грозят опасности: нашествие диких зверей, нападение малайских пиратов, борьба двух богатых семейств за власть, раскалывающая остров на две непримиримые части и наконец, ураган довершает начатое в прямом смысле этого слова. Стандарт-Айленд тонет, а его жители в последний момент спасаются в Новой Зеландии. Роман содержит подробнейшие описания архипелагов Тихого океана.

## Стандарт-Айленд

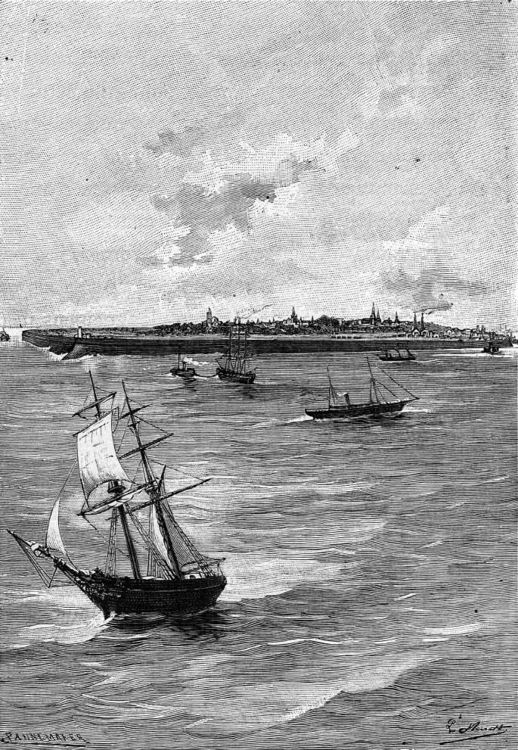
Стандарт-Айленд

Стандарт-Айленд (англ. Standard-Island — Образцовый остров) — вымышленный искусственный плавучий остров. Из всех вымышленных транспортных средств Верна Стандарт-Айленд является самым большим: его размеры 7 на 5 километров. Во время написания романа автор консультировался со своим братом Полем Верном, капитаном дальнего плавания.

### Конструкция
Остров имеет овальную форму размерами 5 на 7 км и с длиной дуги 18 км. Он собран из 260 000 стальных понтонов, которые соединены друг с другом с помощью болтов. Размеры каждого из понтонов следующие: в длину и ширину — по 10 метров, а в высоту — 16 метров. Осадка острова составляет 10 метров. Во избежание прилипания моллюсков, подводная поверхность острова покрыта специальным составом. Верхняя поверхность острова покрыта землёй (исключение составляет лишь территория, которую занимает столица острова — Миллиард-Сити).